# O Verbo (canção de Voz da Verdade)
O Verbo é uma canção da banda brasileira Voz da Verdade, lançada em 2001 no álbum Projeto no Deserto, obtendo grande destaque. A faixa possui clara influência no musical original O Fantasma da Ópera.
Em 2005, foi relançada no álbum Protegida da cantora Lydia Moisés, sendo ligeiramente diferente da versão original.

## Créditos
Músicos envolvidos na produção de "O Verbo".

### Banda Voz da Verdade
- Evaristo Fernandes – piano
- Samuel Moysés – guitarra
- Lydia Moisés – vocais
- Daniel Moysés – bateria
- Ibsen Batista – baixo